# Tribunal Superior de Justícia de Canàries
El Tribunal Superior de Justícia de Canàries (en castellà: Tribunal Superior de Justicia de Canarias, abreviat TSJC) és el màxim òrgan del poder judicial en la comunitat autònoma de Canàries. Té la seva seu a Las Palmas de Gran Canaria.

## Sales
L'alt tribunal canari està integrat per tres sales amb jurisdicció a l'àmbit autonòmic:
- Sala Civil i Penal
- Sala Contenciosa Administrativa
- Sala Social

## Seu
El TSJC té la seva seu en el cor de Vegueta, el barri més antic de Las Palmas de Gran Canaria. A Santa Cruz de Tenerife es troba una de les sales contencioses administratives i una de les sales socials.

## Presidència
El president del TSJ és nomenat pel rei d'Espanya per a un període de 5 anys a proposta del Consell General del Poder Judicial.

### Llista de presidents
Informació actualitzada per un bot. Els canvis manuals es perdran quan s'actualitzi!
| Imatge | Titular                       | Des de | Fins a | Duració (anys) | Gènere  | Lloc de naixement          |
| ------ | ----------------------------- | ------ | ------ | -------------- | ------- | -------------------------- |
|        | José Ramón Navarro Miranda    | (2013) | (2014) | 0–1            | masculí | Santa Cruz de Tenerife     |
|        | Antonio Juan Castro Feliciano | (2005) | (2013) | 7–8            | masculí |                            |
|        | Antonio Doreste Armas         | (2014) | (2019) | 4–5            | masculí |                            |
|        | José Mateo Díaz               | (1989) | (1993) | 3–4            | masculí | Las Palmas de Gran Canaria |
|        | Juan Luis Lorenzo Bragado     | (2021) |        |                | masculí | Zamora                     |
|        | Fernando de Lorenzo Martínez  | (2000) | (2005) | 4–5            | masculí |                            |
|        | Manuel Alcaide Alonso         | (1993) | (2000) | 6–7            | masculí |                            |